# Cosmoconus tacitus
Cosmoconus tacitus là một loài tò vò trong họ Ichneumonidae.